# آنت شوارتس
آنت شوارتز (به انگلیسی: Annette Schwarz) (زاده ۲۶ مارس ۱۹۸۴) هنرپیشهٔ آلمانی فیلم‌های پورنو است.
شوارتز از سن ۱۸ سالگی هنگامی که به مونیخ جهت ایفای نقش در استودیوهای Thompson's GGG و ۶۶۶ مهاجرت کرد وارد حرفه پورن شد. پس از چندین سال کار برای Thompson وی شروع به ایفای نقش در استودیوهای Private, Evil Angel, Red Light District و دیگر استودیوها نمود. وی دارای علاقه جنسی به جنس مقابل و به جنس خود است.
کنار بازیگری، وی از سال ۲۰۰۶ شرکت ساخت فیلم‌های بزرگ سالان خود را تأسیس و مدیریت می‌کند. او در سال ۲۰۰۷ در جشنواره جوایز AVN گفت:
“من می‌خواهم برای چند سال دیگر بازیگر فیلم پورنو باقی بمانم، پس از آن می‌خوام تولیدات شرکت خودم را عرضه کنم، بنابر این زمانی که به ۲۵ سالگی رسیدم شبیه زنان ۴۰ ساله نمی‌شوم."